# Giberville
Giberville är en kommun i departementet Calvados i regionen Normandie i norra Frankrike. Kommunen ligger i kantonen Troarn som ligger i arrondissementet Caen. År 2022 hade Giberville 4 956 invånare.

## Befolkningsutveckling
Antalet invånare i kommunen Giberville
Referens: INSEE